# Sahcaba
Sahcaba är en ort i Mexiko.   Den ligger i kommunen Hocabá och delstaten Yucatán, i den östra delen av landet, 1 000 km öster om huvudstaden Mexico City. Sahcaba ligger 15 meter över havet och antalet invånare är 1 922.
Terrängen runt Sahcaba är mycket platt. Runt Sahcaba är det ganska glesbefolkat, med 34 invånare per kvadratkilometer. Närmaste större samhälle är Homun, 12,2 km sydväst om Sahcaba. Omgivningarna runt Sahcaba är en mosaik av jordbruksmark och naturlig växtlighet.